# Hannu Olkinuora
Hannu Pekka Olkinuora, född 25 mars 1950 i Helsingfors, död 30 augusti 2012 i Ingå, var en finländsk journalist, verksam vid bland annat Helsingin Sanomat och Aamulehti. Han var chefredaktör för Svenska Dagbladet 2000–2002. År 2008 utsåg Hufvudstadsbladets styrelse Hannu Olkinuora till tidningens nya ansvariga chefredaktör och verkställande direktör, en post han stannade på till 2011.